# یونجو هوانگ
یونجو هوانگ (به انگلیسی: Eun-Joo Hwang) کشتی گیر زن کشور کره جنوبی است.